# Định An, Dầu Tiếng
Định An là một xã thuộc huyện Dầu Tiếng, tỉnh Bình Dương, Việt Nam.

## Địa lý
Xã Định An có diện tích 70,07 km², dân số năm 2021 là 7.804 người, mật độ dân số đạt 111 người/km².

## Hành chính
Xã Định An được chia thành 9 ấp: Đồng Sến, Bầu Dầu, An Thới, Định Thới, An Phước, An Lộc, An Thọ, Đồng Sầm, Chiến Thắng.

## Lịch sử
Ngày 23 tháng 7 năm 1999, Chính phủ ban hành Nghị định 58/1999/NĐ-CP về việc thành lập xã Định An thuộc huyện Dầu Tiếng mới tái lập trên cơ sở 11.570 ha diện tích tự nhiên và 5.377 nhân khẩu của xã Định Hiệp.
Ngày 10 tháng 12 năm 2003, Chính phủ ban hành Nghị định 156/2003/NĐ-CP. Theo đó, điều chỉnh 4.256 ha diện tích tự nhiên và 873 nhân khẩu của xã Định An về xã Định Thành mới thành lập.
Sau khi điều chính địa giới hành chính, xã Định An còn lại 7.192 ha diện tích tự nhiên và 5.642 nhân khẩu.